# Sender Helgoland

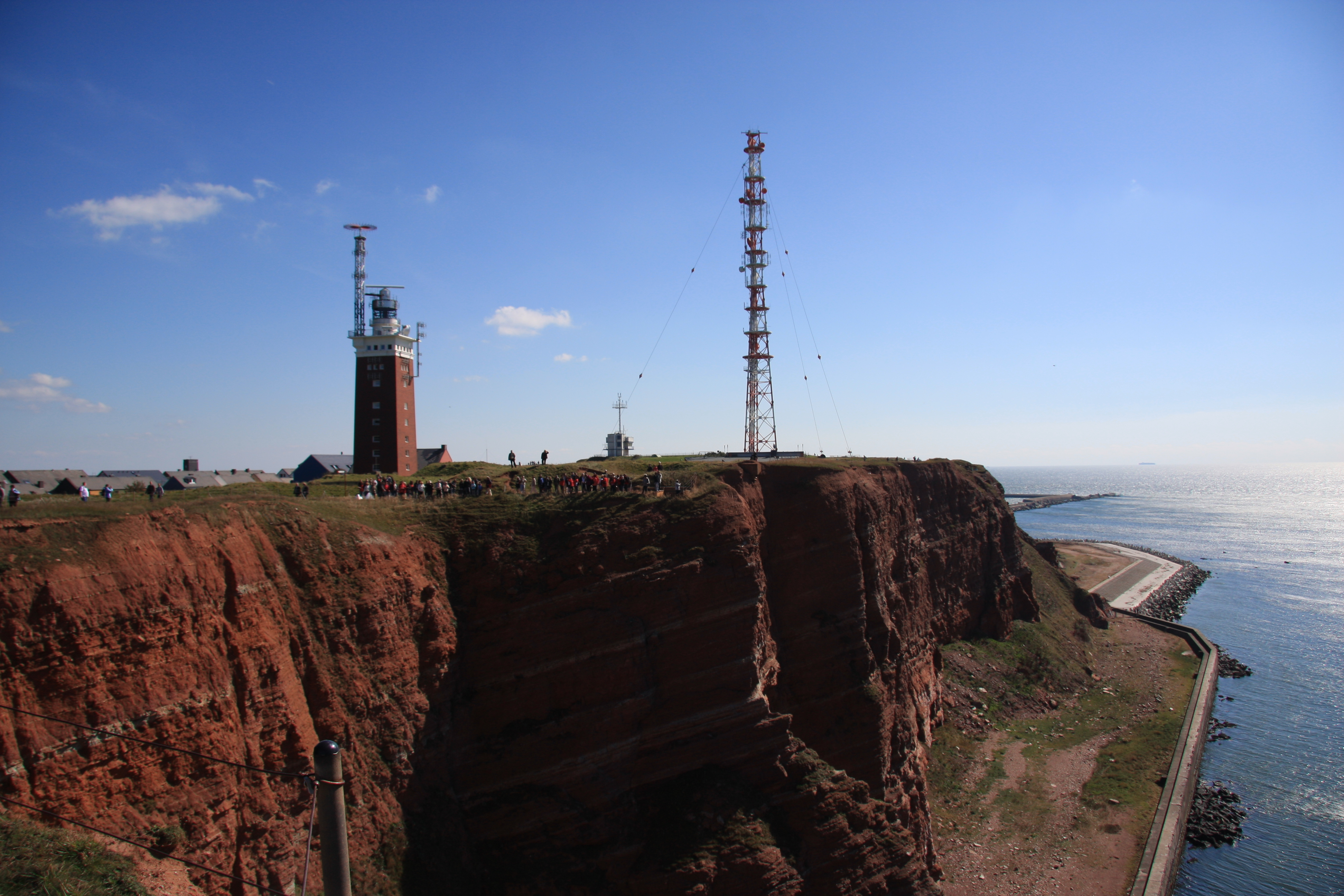
Der Turm aus nordwestlicher Richtung

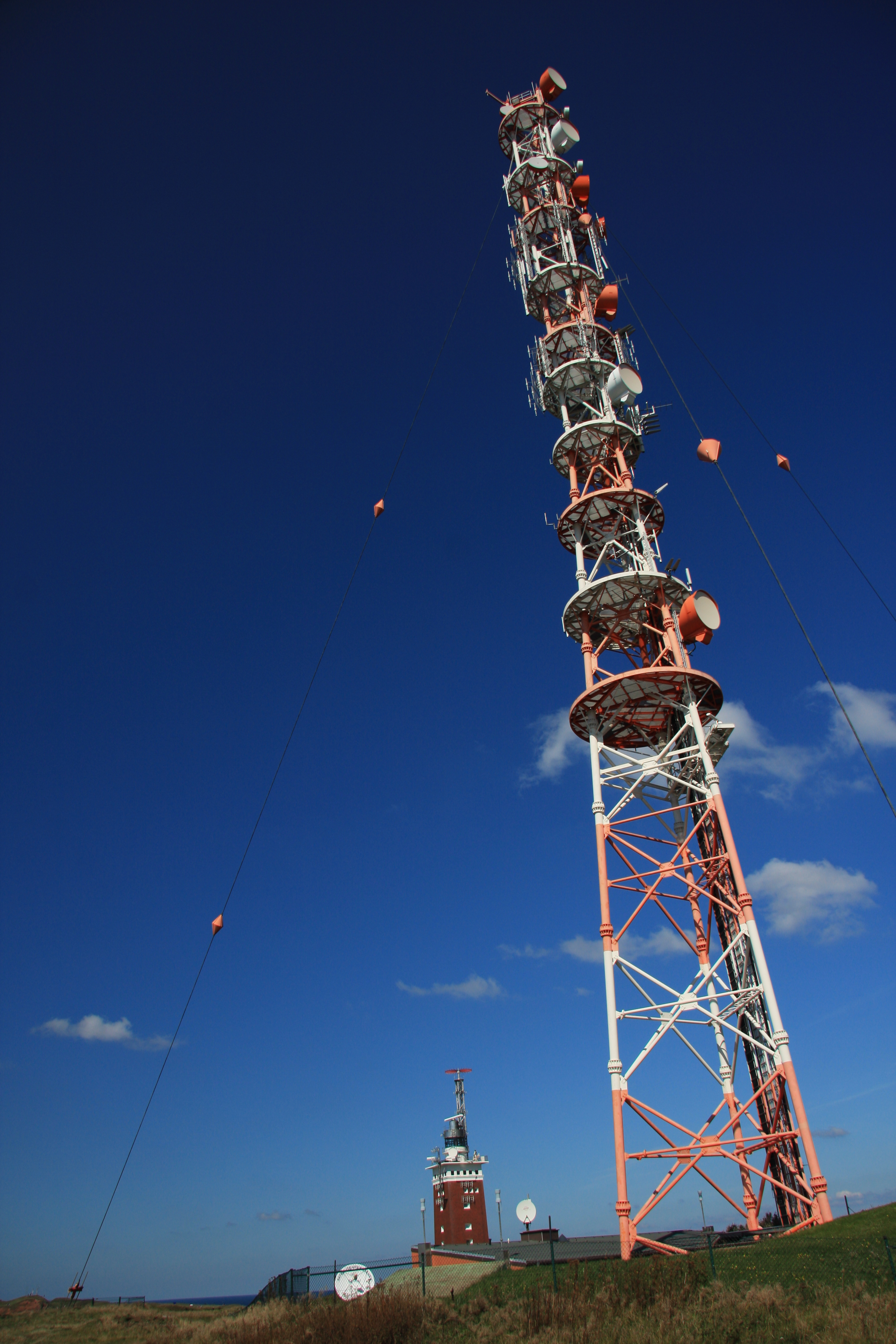
Helgoländer Funkturm

Der Sender Helgoland ist ein 113 m hoher Sendeturm der Deutschen Telekom AG auf dem Oberland der Insel Helgoland. Die Stahlfachwerkkonstruktion mit dreieckigem Querschnitt wurde im Jahr 2000 errichtet. Eine Besonderheit des Senders Helgoland ist, dass er zusätzlich noch durch Pardunen gesichert ist.
Er dient neben dem Richtfunk der Verbreitung von digitalem Fernsehen (DVB-T), analogem (UKW) und digitalem Rundfunk (DAB).
Auf Helgoland wurde die erste terrestrische Frequenz für SAT.1 am 4. September 1986 in Betrieb genommen. Damit war SAT.1 nicht mehr nur per Kabel, sondern erstmals auch über Hausantenne zu empfangen.

## Frequenzen und Programme

### Analoger Hörfunk (UKW)
Beim Antennendiagramm sind im Falle gerichteter Strahlung die Hauptstrahlrichtungen in Grad angegeben.
Als erste Region in Deutschland wurden nach einmonatigem DAB und UKW Simulcastbetrieb auf Helgoland am 2. November 2018 die UKW-Ausstrahlungen der Programme des Deutschlandradios gemäß den Vorgaben der KEF zur Senkung der Verbreitungskosten beendet.
| Frequenz (MHz) | Programm         | RDS PS             | RDS PI                 | Regionalisierung   | ERP (kW) | Antennendiagramm rund (ND)/gerichtet (D) | Polarisation horizontal (H)/vertikal (V) |
| -------------- | ---------------- | ------------------ | ---------------------- | ------------------ | -------- | ---------------------------------------- | ---------------------------------------- |
| 88,9           | NDR 1 Welle Nord | NDR_1_SH, NDR1_HEI | D3E1, D6E1 (regional)  | Heide              | 0,16     | D (310°-110°)                            | H                                        |
| 91,5           | N-JOY            | _N-JOY__/ VOM_NDR_ | D385                   | –                  | 0,16     | D (310°-110°)                            | H                                        |
| 92,5           | NDR Info         | NDR_Info           | D384                   | –                  | 0,16     | D (310°-110°)                            | H                                        |
| 93,4           | NDR 2            | _NDR_2__, NDR_2_SH | D382 , D7F8 (regional) | Schleswig-Holstein | 0,16     | D (310°-110°)                            | H                                        |
| 97,0           | NDR Kultur       | NDR_Kult           | D383                   | -                  | 0,16     | D (310°-110°)                            | H                                        |
| 100,0          | R.SH             | __R.SH__, RSH-WEST | D3E8, D8E8 (regional)  | Heide              | 0,05     | D (310°-110°)                            | H                                        |
| 103,5          | delta radio      | _delta__           | D3E9, D4E9 (regional)  | Nord/West          | 0,05     | D (310°-110°)                            | H                                        |

Die Frequenzen der Programme R.SH, delta radio und Radio BOB! werden seit 1. Januar 2016 durch den Sendernetzbetreiber UPLINK Network GmbH betrieben.

### Digitales Radio (DAB / DAB+)
Digitaler Hörfunk im DAB+-Standard wird seit dem 27. September 2018 in vertikaler Polarisation im Gleichwellennetz (Single Frequency Network) mit anderen Sendern ausgestrahlt. Ergänzend zum Programmangebot des Norddeutschen Rundfunks ist einen Tag später der bundesweite Multiplex hinzugekommen.
| Block                        | Programme (Datendienste) | ERP (kW) | Antennen- diagramm rund (ND)/ gerichtet (D) | Gleichwellennetz (SFN) |
| ---------------------------- | --- | -------- | ------------------------------------------- | --- |
| 5C DR Deutschland (D__00188) | DAB+ Block der Media Broadcast: - Absolut relax (72 kbps) - Dlf (104 kbps) - Dlf Kultur (112 kbps) - Dlf Nova (104 kbps) - DRadio DokDeb (48 kbps) - Energy Digital (72 kbps) - ERF Plus (64 kbps) - Klassik Radio (72 kbps) - Radio Bob (72 kbps) - Radio Horeb (48 kbps) - Radio Schlagerparadies (64 kbps) - Schwarzwaldradio (64 kbps) - sunshine live (72 kbps) - DRadio Daten (32 kbps Daten) - EPG Deutschland (16 kbps Daten) - TPEG (16 kbps Daten) - TPEG_MM (16 kbps Daten) | 0,5      | ND                                          | - Baden-Württemberg: Aalen, Baden-Baden (Fremersberg), Bad Mergentheim, Blauen, Brandenkopf, Donaueschingen, Feldberg im Schwarzwald, Freiburg (Vogtsburg-Totenkopf), Geislingen (Oberböhringen), Großerlach (Hohe Brach), Heidelberg (Königstuhl), Heilbronn (Schweinsberg), Hochrhein (Rickenbach), Hornisgrinde, Pforzheim (Schömberg-Langenbrand), Raichberg, Ravensburg (Höchsten), Reutlingen, Stuttgart (Frauenkopf), Ulm (Kuhberg) - Bayern: Amberg (Hirschau), Aschaffenburg (Pfaffenberg), Augsburg (Hotelturm), Bad Tölz (Gaißach), Balderschwang, Bamberg (Geisberg), Büttelberg, Brotjacklriegel, Dillberg, Grünten, Herzogstand, Hochberg (Traunstein), Hoher Bogen, Inntal (Ebbs), Ingolstadt (Gelbelsee), Kreuzberg/Rhön, Landshut (Altdorf), München (Olympiaturm), Nennslingen (Büchelberg), Nürnberg, Oberammergau, Ochsenkopf, Passau, Pfänder, Pfaffenhofen, Pfarrkirchen, Pfronten, Regensburg (Hohe Linie), Unterringingen, Untersberg, Wendelstein (Bayrischzell), Würzburg (Frankenwarte) - Berlin: Berlin (Alexanderplatz), Berlin (Scholzplatz) - Brandenburg: Bad Belzig, Booßen, Brandenburg/Havel, Calau, Casekow, Cottbus, Eberswalde (geplant), Eisenhüttenstadt, Neuruppin (geplant), Petkus, Pritzwalk, Templin - Bremen: Bremen (Walle), Bremerhaven-Schiffdorf - Hamburg: Hamburg (Moorfleet), Hamburg (Heinrich-Hertz-Turm) - Hessen: Bad Hersfeld (Rimberg), Biedenkopf (Sackpfeife), Fulda (Hummelskopf), Frankfurt (Europaturm), Gelnhausen (Schnepfenkopf), Gießen (Dünsberg), Großer Feldberg, Hardberg, Hohe Wurzel, Hoher Meißner, Kassel (Habichtswald), Mainz-Kastel - Mecklenburg-Vorpommern: Garz (Rügen), Güstrow, Malchin, Neubrandenburg-Süd, Neustrelitz (geplant), Rostock (Toitenwinkel), Röbel, Schwerin (Zippendorf-Gr.Dreesch), Torgelow, Wismar/Rüggow, Züssow - Niedersachsen: Aurich-Popens, Braunschweig (Broitzem), Braunschweig (Drachenberg), Cuxhaven-Stadt, Dannenberg, Göttingen (Bovenden-Osterberg), Hannover (Telemax), Lingen, Lüneburg-Neu Wendhausen, Molbergen-Peheim, Osnabrück (Bramsche-Schleptruper Egge), Hildesheim (Sibbesse), Steinkimmen, Uelzen, Visselhövede, Wilhelmshaven - Nordrhein-Westfalen: Aachen (Karlshöhe), Bergneustadt-Wiedenest (R), Bielefeld (Hünenburg), Bonn (Venusberg), Dortmund (Florianturm), Düsseldorf (Rheinturm), Eggegebirge, Herscheid, Hochsauerland (Hunau), Hürtgenwald-Großhau, Köln (Colonius), Langenberg, Lügde-Rischenau (Köterberg), Meschede (geplant), Minden (Jakobsberg), Münster (Fernmeldeturm), Schöppingen, Siegen-Süd, Wesel - Rheinland-Pfalz: Bad Kreuznach (Schanzenkopf), Bad Marienberg (Westerwald), Bornberg, Daun (Eifel), Edenkoben (Kalmit), Heckenbach-Schöneberg (Ahrweiler), Haardtkopf (geplant), Idar-Oberstein, Kaiserslautern, Kettrichhof, Koblenz (Kühkopf), Schnee-Eifel (geplant), Trier (Petrisberg) - Saarland: Merzig-Merchingen, Saarbrücken (Schoksberg) - Sachsen: Chemnitz, Dresden, Geyer, Leipzig, Löbau, Neustadt, Niederschöna (geplant), Oschatz, Schöneck, Zwickau Ost - Sachsen-Anhalt: Brocken, Burg, Dequede, Petersberg, Pettstädt (Weißenfels), Schneidlingen, Wittenberg - Schleswig-Holstein: Bungsberg, Bredstedt, Flensburg, Garding, Heide, Helgoland, Hennstedt, Itzehoe, Kiel (Kronshagen), Lübeck (Stockelsdorf), Schleswig, Niebüll (Süderlügum), Westerland (Sylt) - Thüringen: Bleßberg (Sonneberg), Erfurt-Hochheim, Gera, Inselsberg, Jena (Oßmaritz), Kulpenberg, Lobenstein (Sieglitzberg), Saalfeld (Remda), Weimar (Ettersberg) |
| 11B NDR SH HEI (D__00404)    | DAB+ Block des Norddeutschen Rundfunks - NDR 1 SH HEI (Heide) (104 kbps) - NDR 2 SH (104 kbps) - NDR Kultur (104 kbps) - NDR Info SH (104 kbps) - N-Joy (104 kbps) - NDR Blue (104 kbps) - NDR Schlager (104 kbps) - NDR Info Spezial (104 kbps) - NDR BWS - NDR TPEG | 0,4      | D (20-350°)                                 | Brunsbüttel, Garding, Heide, Helgoland, Itzehoe |

### Digitales Fernsehen (DVB-T / DVB-T2)
Die Umstellung des Senders Helgoland auf den DVB-T2-Standard mit HEVC Bildcodierung erfolgte am 8. November 2018. Optional lassen sich zusätzliche im NDR-Angebot und bei Freenet TV connect als Verknüpfung enthaltene Programme über eine Internetverbindung wiedergeben, falls das Empfangsgerät HbbTV (ab Version 1.5) unterstützt (NDR via IP: ARD-alpha HD, hr-fernsehen HD, rbb Brandenburg HD, SR Fernsehen HD, …).
Folgende DVB-T2-Bouquets werden übertragen:
| Kanal | Frequenz (MHz) | Multiplex                                   | Programme im Multiplex | ERP (kW) | Antennen- diagramm rund (ND)/ gerichtet (D) | Polarisation horizontal (H)/ vertikal (V) | SFN mit                                                             |
| ----- | -------------- | ------------------------------------------- | --- | -------- | ------------------------------------------- | ----------------------------------------- | ------------------------------------------------------------------- |
| 39    | 618            | ARD regional (NDR) Schleswig-Holstein       | - NDR Fernsehen HD (Schleswig-Holstein) - WDR Fernsehen (Köln) HD / NDR HD (Niedersachsen) (zeitw.) - SWR Fernsehen BW HD / NDR HD (MV)(zeitw.) - MDR Fernsehen (Sachsen-Anhalt) HD - BR Fernsehen Süd HD / NDR HD (HH)(zeitw.) Radio: - N-Joy - NDR 1 SH KI - NDR 2 - NDR Info | 0,25     | D (10-130°)                                 | H                                         | Bungsberg (NDR), Flensburg-Engelsby, FMT Kiel, Schleswig, Helgoland |
| 44    | 658            | Gemischter Multiplex von ZDF und freenet TV | - ZDF HD - 3sat HD - KiKa HD - ZDFneo HD - ZDFinfo HD - freenet TV connect (HbbTV-Dienst mit mehreren Streams, HbbTV v1.5 erforderlich) | 0,25     | D (10-130°)                                 | H                                         | Helgoland                                                           |
| 47    | 682            | ARD Digital (NDR)                           | - Das Erste HD - phoenix HD - arte HD - tagesschau24 HD - one HD Radio: - NDR Blue - NDR Info Spezial - NDR Kultur - NDR Schlager | 0,25     | D (10-130°)                                 | H                                         | Bungsberg (NDR), Flensburg-Engelsby, FMT Kiel, Schleswig, Helgoland |

 Sendeparameter 
| Verwendet von (HD-Programme pro Mux)   | Modulations- verfahren | Coderate | FFT-Modus    | Guard- intervall | Pilottöne       | Datenrate [Mbit/s] |
| -------------------------------------- | ---------------------- | -------- | ------------ | ---------------- | --------------- | ------------------ |
| ZDF (5)                                | 64-QAM                 | 3/5      | 16k extended | 19/128           | Pilot Pattern 2 | 22,0               |
| ARD Digital (NDR) (5) NDR regional (5) | 64-QAM                 | 1/2      | 16k extended | 19/128           | Pilot Pattern 2 | 18,2               |

### Analoges Fernsehen
Bis zur Umstellung auf DVB-T am 24. Oktober 2006 wurden folgende Programme in analogem PAL gesendet:
| Kanal | Frequenz (MHz) | Programm                           | ERP (kW) | Sendediagramm rund (ND)/ gerichtet (D) | Polarisation horizontal (H)/ vertikal (V) |
| ----- | -------------- | ---------------------------------- | -------- | -------------------------------------- | ----------------------------------------- |
| 6     | 182,25         | Das Erste (NDR)                    | 0,002    | D                                      | H                                         |
| 21    | 471,25         | ZDF                                | 0,03     | D                                      | H                                         |
| 23    | 487,25         | n-tv                               | 0,03     | D                                      | H                                         |
| 28    | 527,25         | 3sat                               | 0,03     | D                                      | H                                         |
| 34    | 575,25         | Premiere (analog)                  | 0,03     | D                                      | H                                         |
| 41    | 631,25         | Sat.1 (Schleswig-Holstein)         | 0,03     | D                                      | H                                         |
| 47    | 679,25         | RTL (Schleswig-Holstein)           | 0,03     | D                                      | H                                         |
| 52    | 719,25         | VOX                                | 0,03     | D                                      | H                                         |
| 54    | 735,25         | NDR Fernsehen (Schleswig-Holstein) | 0,03     | D                                      | H                                         |
| 56    | 751,25         | DSF                                | 0,03     | D                                      | H                                         |
| 60    | 783,25         | ProSieben                          | 0,03     | D                                      | H                                         |

Neben dem Standort auf dem Oberland existiert außerdem eine Antenne an der Steilwand, die über ein Erdkabel mit dem Sendeturm verbunden ist. Von dieser Antenne wurden die öffentlich-rechtlichen Programme für einige Häuser im Unterland ausgestrahlt, die so nahe an der Steilwand lagen, dass sie die Programme vom Oberland nicht empfangen konnten. Ausgestrahlt wurde von dort:
| Kanal | Frequenz (MHz) | Programm                         | ERP (kW) | Sendediagramm rund (ND)/ gerichtet (D) | Polarisation horizontal (H)/ vertikal (V) |
| ----- | -------------- | -------------------------------- | -------- | -------------------------------------- | ----------------------------------------- |
| 5     | 175,25         | ZDF                              | 0,001    | D                                      | H                                         |
| 8     | 196,25         | Das Erste (NDR)                  | 0,0012   | D                                      | H                                         |
| 12    | 224,25         | NDR Fernsehen Schleswig-Holstein | 0,001    | D                                      | H                                         |